# Bundesparteitag der CDU Juni 1973
Den vorgezogenen Bundesparteitag der CDU Juni 1973 hielt die Christlich Demokratische Union Deutschlands vom 12. Juni 1973 in Bonn ab. Es handelte sich um den 21. ordentlichen Bundesparteitag der CDU in der Bundesrepublik Deutschland. Veranstaltungsort war die Beethovenhalle. Der vorgezogene Parteitag war durch den Rücktritt von Rainer Barzel notwendig geworden. Der eigentlich für 1973 geplante Bundesparteitag wurde dann vom 18. – 20. November 1973 in Hamburg durchgeführt. Auf dem Parteitag löste Helmut Kohl Rainer Barzel als Vorsitzender ab.

## Personalia
Im Mittelpunkt der öffentlichen Diskussionen im Vorfeld des Parteitags stand die Vorsitzendenfrage. Bei der vorgezogenen Bundestagswahl vom November 1972 war Barzel Kanzlerkandidat der Unionsparteien, unterlag jedoch dem amtierenden und populären Bundeskanzler Willy Brandt. Barzel trat am 9. Mai 1973 vom Amt des CDU-Bundesvorsitzenden zurück. Daraufhin wurde der ursprünglich für Herbst 1973 vorgesehene Parteitag vorverlegt.
Nach dem Rücktritt Barzels war Kohl der einzige Kandidat. Er erhielt bei der Wahl zum Vorsitzenden 520 Stimmen bei 51 Gegenstimmen und 29 Enthaltungen. In der Presse wurde diese hohe Zustimmung als hohe politische Leistung und als Vorentscheidung über die Spitzenkandidatur bei der Bundestagswahl 1976 kommentiert.
Als Generalsekretär wurde Kurt Biedenkopf mit 529 von 601 gültigen Stimmen gewählt. Walther Leisler Kiep erhielt bei seiner Wiederwahl als Bundesschatzmeister 401 von 517 Stimmen.
Als stellvertretende Vorsitzende wurden alle fünf vorgeschlagenen Kandidaten gewählt:
1. Ministerpräsident Gerhard Stoltenberg mit 557 Stimmen
2. Heinrich Köppler mit 529 Stimmen
3. Ministerpräsident Hans Filbinger mit 517 Stimmen
4. Hans Katzer mit 487 Stimmen
5. Helga Wex mit 437 Stimmen

Als weitere Mitglieder wurden gewählt:
Richard von Weizsäcker mit 564 Stimmen,
Rainer Barzel mit 552 Stimmen,
Gerhard Schröder mit 522 Stimmen,
Gerd Langguth mit 463 Stimmen,
Gerhard Zeitel mit 449 Stimmen,
Wilfried Hasselmann mit 437 Stimmen,
Annemarie Griesinger mit 426 Stimmen,
Werner Scherer mit 426 Stimmen,
Heinrich Windelen mit 420 Stimmen,
Alfred Dregger mit 391 Stimmen,
Norbert Blüm mit 383 Stimmen,
Wilfried Lorenz mit 381 Stimmen,
Philipp von Bismarck mit 367 Stimmen,
Christian Schwarz-Schilling mit 361 Stimmen,
Wilhelm Hahn mit 358 Stimmen,
Hans Werner Schmöle mit 358 Stimmen,
Jürgen Echternach mit 350 Stimmen,
Manfred Wörner mit 339 Stimmen,
Ursula Benedix mit 335 Stimmen,
Friedrich Vogel mit 319 Stimmen.
Nicht gewählt wurden Franz Amrehn, Georg Badeck, Johann Baptist Gradl, Egon Lampersbach, Lemke, Mahler, Ernst Müller-Hermann, Rudolf Seiters und Josef Stingl.

## Inhaltliche Entscheidungen
Inhaltliche Entscheidungen wurden keine gefasst. Diese wurden auf dem Parteitag im November 1973 behandelt.